# Aglia subcaecacupreola
Aglia subcaecacupreola är en fjärilsart som beskrevs av Standfuss 1910. Aglia subcaecacupreola ingår i släktet Aglia och familjen påfågelsspinnare. Inga underarter finns listade i Catalogue of Life.